# Espadanedo (Cinfães)
Espadanedo es una freguesia portuguesa del concelho de Cinfães, con 5,47 km² de superficie y 1.406 habitantes (2001). Su densidad de población es de 257,0 hab/km².